# Brani musicali inediti dei Pink Floyd
I Pink Floyd hanno eseguito dal vivo e/o registrato un certo numero di canzoni e brani strumentali che non sono mai stati pubblicati ufficialmente, ma la cui esistenza è rintracciabile in alcuni bootleg. Nel 2016 è stato pubblicato un cofanetto intitolato The Early Years 1965-1972, contenente alcuni di questi brani.

## Era Barrett

### I Get Stoned (Stoned Alone)
Brano scritto da Barrett nell'autunno del 1966. Una demo fu da lui registrata il 27 febbraio 1970, col titolo Living Alone, durante le sessioni del suo album solista Barrett, ma venne scartata dalla tracklist.

### Pink Theme
Brano strumentale composto da Barrett, Waters, Wright e Mason, che la band era solita eseguire dal vivo nel 1966. Ne venne registrata una sola versione durante un concerto tenutosi alla chiesa di Ognissanti di Londra il 14 ottobre 1966. Non è noto se quest'unica registrazione esista ancora o sia andata perduta.

### Flapdoodle Dealing
Brano strumentale composto dal quartetto Barrett-Waters-Wright-Mason nel 1966. Ne venne registrata una sola versione durante il concerto alla chiesa di Ognissanti di Londra del 14 ottobre 1966. Potrebbe trattarsi di una versione embrionale dello strumentale Pow R. Toc H. inciso poi sul loro primo album ufficiale "The Piper at the Gates of Dawn". A oggi non è noto se quest'unica registrazione esista ancora o sia andata perduta.

### Let's Roll Another One
Brano scritto da Barrett nel 1965, il cui testo fa ampi riferimenti alla droga. Su suggerimento di Waters, Barrett riscrisse il testo. Il brano, rinominato Candy and a Currant Bun, venne pubblicato nel 1967 come B-side del singolo Arnold Layne e nel 1970 nella raccolta The Best of the Pink Floyd.
Una versione del brano è presente nel bootleg Feed Your Head.

### She Was a Millionaire
Brano scritto da Barrett e registrato agli Abbey Road Studios il 18 aprile 1967. Peter Jenner, allora manager della band, disse del brano: «è la hit che stavano aspettando». Nel luglio del 1967 fu annunciato come il loro singolo successivo (il terzo in ordine cronologico) ma la band non era soddisfatta e il disco non fu mai pubblicato. Successivamente Barrett riprese parte della melodia per il brano Opel, registrato nel 1969 e pubblicato nella compilation di rarità del 1988, Opel.

### Scream Thy Last Scream
Brano scritto da Barrett e cantato da Nick Mason, col chitarrista impegnato in un solo verso, "she'll be scrubbing bubbles on all fours". Il brano avrebbe dovuto essere pubblicato come singolo, ma la casa discografica lo respinse. Venne girato anche un video per promuovere il brano. Nel 2016 è stato incluso nei due dischi del primo volume del cofanetto The Early Years, intitolato "1965–1967: Cambridge St/ation": il primo disco contiene una versione in studio del brano, mentre sul secondo è presente una versione dal vivo registrata al Gyllene Cirkeln di Stoccolma il 10 settembre 1967. Una terza versione del brano, registrata il 20 dicembre 1967 alla BBC, è presente sul Volume 7 del box.

### Reaction in G
A volte chiamata (erroneamente) Stoned Alone, è un brano che la band eseguiva dal vivo nel 1967 come risposta cinica al pubblico e ai promotori, che facevano pressione su di loro perché sfornassero singoli di successo come Arnold Layne e See Emily Play, invece di lasciarsi andare a lunghe jam session come la band era solita fare al tempo. Esistono due versioni ufficiali di questa canzone, la prima registrata a Stoccolma dal vivo e inserita nel secondo disco del primo volume del cofanetto The Early Years e ha una durata di 7 minuti e 18 secondi, la seconda versione è presente sul Volume 7 del cofanetto, intitolato "1967–1972: Continu/ation", e ha una durata di appena 34 secondi. Quest'ultima venne registrata il 25 settembre 1967 alla BBC.

### Untitled
Registrato agli studios Sound Techniques il 4 settembre 1967, questo brano strumentale non ha mai avuto un titolo. I primi 90 secondi appaiono spesso nei bootleg della band, solitamente sotto il titolo Sunshine.

### One in a Million
Chiamata anche Rush in a Million, Once in a Million, Rust in a Million o Brush Your Window, è un brano eseguito dai Floyd al concerto di Copenaghen del 13 settembre 1967. Le diverse varianti del titolo erano date da Roger Waters, come constatazione della povertà di spettatori alle esibizioni di quel periodo.

### In the Beechwoods
Brano scritto da Barrett nel 1967 e registrato ai De Lane Lea Studios l'ottobre di quell'anno, è ispirato a una zona boscosa vicino a Cambridge. Strumentale, della durata di 4 minuti e 47 secondi, appare di frequente nei bootleg della band. Secondo Mason, Syd scrisse il brano poco dopo l'uscita del singolo See Emily Play. La versione ufficiale del brano, presente sul primo disco del Volume 1 del cofanetto The Early Years ha una durata di 4 minuti e 43 secondi.

### John Latham
Brano registrato ai De Lane Lea Studios il 20 ottobre 1967. Esistono ben nove versioni differenti di questo brano (in realtà fanno parte di un'unica improvvisazione di 30 minuti) presenti sul secondo disco del Volume 1 del cofanetto The Early Years.

### Intremental
Brano strumentale di oltre dieci minuti registrato ai De Lane Lea Studios il 20 ottobre 1967.

### Early Morning Henry
Erroneamente ritenuto un brano dei Pink Floyd, pare trattasi in realtà di un errore da parte di Norman Smith nella compilazione della scaletta dei brani provati in studio, il quale vi inserì questo brano di un altro musicista da lui stesso prodotto nello stesso periodo negli studi di Abbey Road.

### Have You Got It Yet?
Canzone scritta da Syd Barrett nel 1968, nei quattro mesi in cui i Floyd ebbero di nuovo (e per l'ultima volta) una formazione a cinque: Barrett, Waters, Wright, Mason e David Gilmour. Gilmour venne assunto come primo chitarrista per riparare alle disastrose performance live della band causate dalla degradazione dello stato mentale di Barrett, e per terminare le registrazioni dell'album A Saucerful of Secrets, che sempre a causa di Barrett erano rimaste bloccate per mesi e stavano rischiando di impossibilitare l'adempimento agli obblighi contrattuali della band. Si tratta dell'ultimo tentativo di Syd di scrivere materiale per i Pink Floyd, prima di venire allontanato dalla band ad aprile.
Il comportamento imprevedibile di Barrett unito al suo idiosincratico senso dell'umorismo crearono una canzone che, inizialmente, sembrava una normale melodia "alla Syd", che egli presentò ai compagni nel gennaio 1968. Tuttavia, non appena essi tentarono di partecipare e imparare la canzone, Barrett cambiò melodia e struttura, rendendo impossibile seguirlo, mentre cantava il ritornello "Have You Got It Yet?" e Waters doveva rispondere "No, no!". Resosi conto che stava deliberatamente rendendo la melodia impossibile da imparare, Waters mise giù il basso, lasciò la stanza e non tentò mai più di suonare con Barrett. Waters lo definì «un vero e proprio atto di folle genio». Anni dopo rivelò che secondo lui, con quella canzone, Syd stava chiedendo di non cercare di comprendere una canzone (e una persona) che non voleva essere compresa.
Il brano non venne mai registrato, né da Barrett né dai Floyd.

### Vegetable Man
Brano inserito sul primo disco del Volume 1 del cofanetto The Early Years e in una versione registrata alla BBC sul Volume 7 del box. Si tratta di una canzone scritta da Barrett circa nello stesso periodo nel quale compose Jugband Blues.

## Era Waters

### Song 1 / Roger's Boogie
Brani registrati ai Capitol Studios di Los Angeles il 22 agosto 1968, "Song 1" è un brano strumentale, mentre "Roger's Boogie" presenta un testo, presumibilmente scritto da Roger Waters. Sono entrambe incluse nel secondo Volume del cofanetto The Early Years, intitolato "1968: Germin/ation".

### Incarceration of a Flower Child
Canzone scritta da Roger Waters nel 1968, poco dopo l'allontanamento di Syd Barrett, in un tentativo di reinventare la band. Il testo è incentrato sul crollo di Barrett. I Floyd non pubblicarono mai la canzone, e forse neanche la registrarono. Vide la luce solo nel 1999, quando la cantante Marianne Faithfull interpretò il brano pubblicandolo nel suo album Vagabond Ways. Questa versione aggiunge versi estratti da Your Possible Pasts, dall'album The Final Cut dei Pink Floyd.

### Moonhead
A volte chiamata Trip on Mars, venne eseguita in una performance alla BBC il 20 luglio 1969, in una trasmissione dedicata alla missione dell'Apollo 11 che seguì in diretta l'allunaggio e la famosa camminata di Neil Armstrong, primo uomo a metter piede sulla Luna. La canzone fu scritta appositamente per l'evento e non venne mai pubblicata ufficialmente fino alla sua inclusione sul box set The Early Years, ma è stata eseguita dal vivo (seppur in rare occasioni) ed è possibile trovarla in alcuni bootleg. Si ritiene possa essere stata poi rielaborata e trasformata in una sezione di Money. La versione ufficiale del Box Set The Early Years è presente sul Volume 7 dell'opera, è intitolata "Moonhead" ed è la versione dal vivo eseguita in occasione dell'allunaggio.

### Doing It
Suonato una sola volta nel 1969 ad Amsterdam, è una improvvisazione musicale caratterizzata dall'assolo di batteria in crescendo di Nick Mason. Suonato all'interno della suite The Man. È presente insieme all'intera suite, nel Vol. 2 del cd3 "1969:dramatis-ation" incluso nel box "The Early Years 1967/1972" edito nel 2016.

### Outtakes diMore
I brani che la band scrisse per il film More - Di più, ancora di più furono molti più di quelli effettivamente pubblicati nella relativa colonna sonora. Alcuni di essi compaiono comunque nel film.

#### Seabirds
Canzone scritta da Waters. Nonostante sia stata scartata dalla tracklist dell'album, è comunque presente nel film.

#### Hollywood
Brano strumentale di appena 38 secondi, composto da David Gilmour. Come Seabirds, compare nel film ma non nell'album. Inserita nel box "The Early Years 1967/1972 nel cd1 del Volume 3 "1969:dramatis/ation" nella versione completa di 1'21".

#### Stefan's Tit
Brano scartato dalla tracklist della colonna sonora che non compare neanche nel film.
Il programma dello spettacolo The Massed Gadgets Of Auximenes - More Furious Madness From Pink Floyd, ritrovato negli archivi del Royal Festival Hall, riporta delle aggiunte a mano ai titoli dei brani suonati quella sera, tratti da The Man and the Journey, e "Stefan's Tit" è scritto accanto a quello di "The Beginning" (ovvero Green is the Colour). Secondo questa versione, quindi, "Stefan's Tit" sarebbe semplicemente il titolo provvisorio di Green is the Colour, pubblicata sull'album More.

#### Paris Bar
Brano scartato dalla colonna sonora. Non compare né nel film né nell'album.

#### Theme (Dramatic Version)
Brano scartato dalla colonna sonora. Non compare né nel film né nell'album.

#### Theme (Beat Version)
Brano scartato dalla colonna sonora. Non compare né nel film né nell'album.

### Outtakes diZabriskie Point
Nel film Zabriskie Point vennero infine inseriti ben pochi brani dei Floyd, i quali invece ne avevano composti parecchi; alcuni respinti, altri scartati da loro stessi.

#### Alan's Blues
Brano strumentale registrato nel dicembre 1969. Il brano fu respinto dal regista Michelangelo Antonioni, che lo giudicò inadatto alla pellicola. Compare comunque nella riedizione del 1997 della colonna sonora, col titolo Love Scene 6. La band eseguì il brano dal vivo in rare occasioni tra il 1970 e il 1972, e appare in alcuni bootleg, spesso col titolo Pink Blues.

#### The Violent Sequence
Chiamato anche Religion, è un brano strumentale composto da Richard Wright ed eseguito solo al pianoforte. Proposto per la sequenza degli scontri fra manifestanti e polizia, fu rifiutato dal regista perché "troppo triste". Eseguito dal vivo pochissime volte nel solo 1970, venne infine rivisitato alcuni anni dopo con un testo scritto da Roger Waters e pubblicato nell'album The Dark Side of the Moon col titolo Us and Them. La versione originale vide la luce solo nel 2011, all'interno della "Immersion Edition" dell'album, anche se viene accreditata come Us and Them (Demo). Presente anche nel box "Early Years 1967/1972" nel cd2 "Zabriskie Outtakes" in una versione differente e più breve rispetto a quella inclusa nella "Immersion Edition" di Dark Side.

#### Fingal's Cave
Brano destinato alla scena del decollo dell'aereo. Compare per la prima volta nel 1972 all'interno del bootleg Omay Yad. Il titolo fa riferimento alla grotta di Fingal in Scozia; per anni i fan hanno creduto fosse un'invenzione degli autori del bootleg, ma il ritrovamento della registrazione negli archivi ha confermato che il titolo era lo stesso ideato dai Floyd.

#### Rain in the Country
Strumentale e della durata di circa 7 minuti, compare in diversi bootleg, il primo dei quali fu Omay Yad. È presente nella riedizione della colonna sonora del 1997, con il titolo di "unknown song".

#### Take Off, Version II
Un'altra versione di Fingal's Cave, che durante le sessioni di Zabriskie Point aveva il titolo provvisorio di Take Off, Version I. Alcune registrazioni negli archivi lascerebbero pensare a questo brano come a una introduzione a Crumbling Land; alcuni bootleg, infatti, uniscono i due brani.

#### Oenone
Lunghissimo brano strumentale composto da Waters, Gilmour, Wright e Mason, pensato per una scena di sesso. Vennero registrate tre versioni (sotto i titoli provvisori di "Love Scene No. 1", "No. 2" e "No. 3"), differenti tra loro, ma con la stessa atmosfera generata da chitarra e organo. Il termine "Oenone" si riferisce a un personaggio della mitologia greca, vale a dire Enone, la prima moglie di Paride. Le prime apparizioni nei bootleg riportavano erroneamente il titolo Oneone. Il vero titolo del brano in questione è Love Scene 2, pubblicato nel box The Early Years, Pink Floyd 1965/1972.

#### The Christmas Song
Brano umoristico scritto durante le sessioni per Zabriskie Point, ma non pensato per il film. Venne eseguito una volta sola, durante una performance alla BBC, nel 1969. È inoltre l'ultimo dei soli quattro brani della band a essere cantati da Nick Mason (gli altri sono Scream Thy Last Scream, Corporal Clegg e One of These Days).

### Corrosion in the Pink Room
Brano strumentale composto da Waters, Gilmour, Wright e Mason, eseguito spesso dal vivo nei primi anni settanta. Aveva la particolarità di utilizzare gli stessi effetti poi ripresi in Embryo ed Echoes. Nel secondo DVD del volume 4 "1970: Devi/ation" incluso nel box "1967/1972: The Early Years"(2016) è presente un filmato girato in Francia e datato 5 dicembre 1970, in cui i quattro eseguono dal vivo questo brano, intitolato in questo caso "Instrumental Improvisation 1,2,3 + Embryo".

### Bitter Love
Scritta da Roger Waters, descrive l'esperienza vissuta dalla band quando accettò di apparire in manifesti pubblicitari per promuovere una bevanda al limone chiamata "Gini". Il testo descrive Waters mentre vende la sua anima nel deserto. Il brano è conosciuto anche con il titolo di "how do you feel?".

### Household Objects
Un progetto per un album intero, concepito nel 1973, poco dopo la pubblicazione di The Dark Side of the Moon. L'idea prevedeva di creare un sound usando solo "oggetti casalinghi", come elastici o pettini, senza alcuno strumento musicale convenzionale. Le sessioni di registrazione per l'album iniziarono il 1º ottobre 1973, e proseguirono fino al 5 dicembre; durante questo periodo furono registrati tre brani, non pubblicati. Due di loro comunque comparvero nelle "Immersion Edition" di The Dark Side of the Moon e "Experience Edition" di Wish You Were Here: si tratta, rispettivamente, dei brani The Hard Way e Wine Glasses.

### Drift Away Blues
Improvvisazione blues eseguita una volta sola, il 6 luglio 1977, in risposta all'aggressività del pubblico. Waters introdusse il pezzo dicendo: «dato che non possiamo suonare nessuna delle nostre canzoni, ecco un po' di musica per andare a casa». Gilmour, sconvolto da questo comportamento, scese dal palco rifiutandosi di suonare; al suo posto si esibì Snowy White, in quel periodo chitarrista (e, occasionalmente, bassista) di supporto della band. Finita l'esecuzione, i musicisti lasciarono il palco, non terminando il concerto.

### Outtakes diThe Wall(film e album)

#### Overture
Scritta da Waters per il film The Wall. Alla fine non venne inserita nella pellicola, e non si sa nemmeno se sia stata registrata.

#### Death Disco
Brano composto da Roger Waters per l'album The Wall e successivamente scartato, in cui si sente un DJ provocare un pubblico. A volte viene riportato con l'errato titolo The Death of Disco o The Death of Cisco. Il testo introduce le idee fasciste poi riprese in In the Flesh, mentre il riff di chitarra venne poi ripreso in Young Lust.

#### What Shall We Do Now?
Brano composto da Waters per l'album The Wall, ma rimosso a causa dei limiti di tempo dell'LP. Il brano però compare nell'album dal vivo Is There Anybody Out There? The Wall Live 1980-81. La versione in studio vide la luce per la prima volta nel 2011 nella "Immersion Edition" di The Wall, col titolo Backs to the Wall.

## Era Gilmour

### Peace Be with You
Canzone scritta da David Gilmour come addio a Roger Waters quando questi lasciò la band nel 1985. Fu registrata durante le sessioni dell'album A Momentary Lapse of Reason, ma non venne pubblicata a causa delle controversie legali del periodo tra Waters e i suoi ex-compagni. È uno dei pochi brani della band a non comparire nemmeno in un bootleg.

### The Big Spliff
Si tratta di un intero album di musica ambientale registrato durante le sessioni per The Division Bell, che fu chiamato The Big Spliff. La band prese in seria considerazione la possibilità di pubblicarlo, ma l'idea non venne realizzata fino al 2014, quando Durga McBroom e Polly Samson dichiararono che l'album The Endless River avrebbe tratto spunto proprio dalle registrazioni per The Big Spliff.